# Jack Alcott
Jack Alcott (* 15. März 1999 in Franklin, Tennessee) ist ein US-amerikanischer Schauspieler.

## Leben und Karriere
Jack Alcott ist ein amerikanischer Schauspieler, geboren am 15. März 1999 in Franklin, Tennessee und wuchs dort auf. Er studierte an der University of North Carolina School of the Arts und begann seine Schauspielkarriere mit Kurzfilmen, bevor er seine erste Fernsehrolle als Young Zach Chevalier in der Fernsehserie Champaign ILL erhielt. Im Jahr 2020 trat er als Young Donald Ressler in einer Episode von The Blacklist auf.
Bekannt wurde er durch seine Rollen des Jason Brown in The Good Lord Bird (2020) und als Harrison Morgan in Dexter: New Blood (2021–2022). 2023 war er in einer Folge in der Serie Poker Face besetzt.
2025 wird er in der Hauptrolle des Sohnes von Dexter Morgan, als Harrison Morgan in der Serie: Dexter: Wiedererwachen zu sehen sein.
Alcott lebte eine Zeit lang in New York City und zog nach Tennessee zurück.

## Filmografie (Auswahl)
- 2014: Flubbery Red (Kurzfilm)
- 2014: Wingman Walrus (Kurzfilm)
- 2015: Musical Hearts (Kurzfilm)
- 2016: Tip-Off (Kurzfilm)
- 2017: Lemon Made (Kurzfilm)
- 2017: When the Streetlights Go On (Fernsehserie, 1 Folge)
- 2017: Millwood County (Kurzfilm)
- 2017: Transmission: Revolution
- 2018: Champaign ILL (Fernsehserie, 1 Folge)
- 2018: Balls! (Kurzfilm)
- 2020: Augustus
- 2020: The Blacklist (Fernsehserie, 1 Folge)
- 2020: The Good Lord Bird (Fernsehserie, 7 Folgen)
- 2020: Blue Glass Heaven (Kurzfilm)
- 2021–2022: Dexter: New Blood (Fernsehserie, 10 Folgen)
- 2023: Poker Face (Fernsehserie, 1 Folge)
- seit 2025: Dexter: Wiedererwachen